# Revolta din Baixa de Cassanje
Revolta Baixa de Cassanje este considerată prima confruntare a Războiului de Independență din Angola și a Războiului Colonial Portughez în întreaga colonie (pe atunci Provinciile de peste mări). Revolta a început la 3 ianuarie 1961 în regiunea Baixa do Cassanje, districtul Malanje, Angola portugheză. Până la 4 ianuarie, autoritățile portugheze au reușit să suprime revolta. Ziua de 4 ianuarie este acum Ziua Reprimării Martirilor din Colonie, o sărbătoare națională în Angola.
La data de 3 ianuarie, lucrătorii agricoli angajați de Cotonang, o companie de plantație de bumbac portughezo-belgiană, au organizat un protest pentru a forța compania să îmbunătățească condițiile de muncă. Protestul, care mai târziu a devenit cunoscut sub numele de revolta din Baixa de Cassanje, a fost condusă de doi angolezi, până atunci necunoscuți, António Mariano și Kulu-Xingu.  În timpul protestului, muncitorii angolezi și-au ars cărțile de identitate și au atacat fizic comercianții portughezi din sediul companiei. Protestul a dus la o revoltă generală la care autoritățile portugheze au răspuns cu un raid aerian asupra a douăzeci de sate din zonă, ucigând un număr mare de săteni angolezi. În timp ce Mișcarea Populară de Eliberare a Angolei (MPLA) a susținut că raidul a ucis aproximativ zece mii de oameni, cele mai multe estimări variază de la 400 până la 7.000 de angolezi uciși.

## Revolta UPA din 15 martie
La 15 martie 1961, União das Populações de Angola (UPA), condusă de Holden Roberto, a organizat o revoltă populară în regiunea Bakongo din nordul Angolei. Fermierii angolezi de etnie Bantu și muncitorii de pe plantația de cafea s-au alăturat revoltei și, într-o frenezie a furiei împotriva coloniștilor europeni și a proprietarilor de terenuri, au ucis circa 1.000 de angolezi albi în primele zile de luptă, împreună cu un număr necunoscut de localnici. Lucrătorii revoltați au ars plantații, poduri, instalații guvernamentale și secții de poliție și au distrus câteva barje și feriboturi . Imaginile ale coloniștilor violați și mutilați au inflamat furia publicului portughez, iar armata portugheză a instituit o campanie de luptă împotriva insurgenței, care a distrus zeci de sate și a ucis aproximativ 20.000 de oameni, înainte ca revolta să fie suprimată în septembrie 1961.